# La Milano di Enzo Jannacci
La Milano di Enzo Jannacci è il primo album in studio del cantante italiano Enzo Jannacci, pubblicato nel 1964 dalla Jolly.
L'album è stato ripubblicato nel 1971 dalla Joker, con la medesima lista tracce.

## Descrizione
La maggior parte delle canzoni è cantata in dialetto milanese: alcune di queste canzoni erano già state pubblicate nei mesi precedenti su 45 giri (El portava i scarp del tennis/Ti te se' no nel marzo 1964, T'ho compraa i calzett de seda/Andava a Rogoredo nel maggio 1964, Ma mi/M’hann ciamàa nell'ottobre del 1964); Andava a Rogoredo era già stata presentata dal vivo due anni prima  nello spettacolo teatrale Milanin Milanon; Ma mi è la cover del successo del 1959 di Ornella Vanoni, scritta da Giorgio Strehler e Fiorenzo Carpi.
Il retro della copertina contiene una bella presentazione, opera dello scrittore Luciano Bianciardi, e i testi di cinque canzoni: Andava a Rogoredo, M'hann ciamaa, Ti te sé no, T'ho compraa i calzett de seda e Senza de ti. Gli arrangiamenti, invece, sono di Fiorenzo Carpi per i brani Quella cosa in Lombardia, Ti te sé no, E l'era tardi, La luna è una lampadina e Ma mi, e di Enzo Jannacci per El portava i scarp del tennis, Andava a Rogoredo, M'hann ciamaa, Prendeva il treno, T'ho compraa i calzett de seda, Senza de ti e Per un basin; quest'ultima canzone fu reincisa nel 1966 da Enzo Jannacci su 45 giri con un nuovo arrangiamento.
Tra i musicisti presenti nel disco, da ricordare Bruno De Filippi alla chitarra e all'armonica a bocca.

## Tracce
Lato A
1. El portava i scarp del tennis (testo e musica di Enzo Jannacci)
2. Quella cosa in Lombardia (testo di Franco Fortini; musica di Fiorenzo Carpi)
3. Andava a Rogoredo (testo e musica di Enzo Jannacci)
4. M'hann ciamaa (testo e musica di Enzo Jannacci)
5. Ti te sé no (testo e musica di Enzo Jannacci)
6. Prendeva il treno (testo e musica di Enzo Jannacci)

Lato B
1. T'ho compraa i calzett de seda (testo di Dario Fo; musica di Enzo Jannacci)
2. E l'era tardi (testo e musica di Enzo Jannacci)
3. La luna è una lampadina (testo di Dario Fo; musica di Fiorenzo Carpi)
4. Senza de ti (testo e musica di Enzo Jannacci)
5. Per un basin (testo e musica di Enzo Jannacci)
6. Ma mi (testo di Giorgio Strehler; musica di Fiorenzo Carpi)

## Formazione
- Enzo Jannacci - voce, chitarra acustica (in Andava a Rogoredo, Senza de ti)
- Bruno De Filippi - chitarra, armonica a bocca